# Bissulfato de sódio
Bissulfato de sódio, também chamado hidrogenosulfato de sódio, tem a fórmula química NaHSO4.

## Produção
Bissulfato de sódio é produzido por dois métodos. Um método envolve misturar estequiométricas quantidades de hidróxido de sódio e ácido sulfúrico o qual reage para formar bissulfato de sódio e água.
NaOH + H2SO4 → NaHSO4 + H2O
Um segundo método de produção envolve reagir cloreto de sódio e ácido sulfúrico a elevada temperatura para produzir bissulfato de sódio e gás ácido clorídrico.
NaCl + H2SO4 → NaHSO4 + HCl
O bissulfato de sódio é borrifado e esfriado e assim forma um sólido. O cloreto de hidrogênio é dissolvido em água para produzir ácido clorídrico como um subproduto da reação.

## Química descritiva
O produto comercial é anidro.
Soluções de bissulfato de sódio são ácidas, com solução 1M (solução molar) tendo pH de 1.4. Em algumas aplicações, tais soluções podem ser usadas no lugar de soluções de ácido sulfúrico Por exemplo, de uma solução de bissulfato de sódio e acetato de sódio é possível destilar ácido acético.
Soluções de bissulfato de sódio irão também liberar CO2 de muitos carbonatos:
2 NaHSO4 + Na2CO3 → 2 Na2SO4  + H2O + CO2↑
A forma anidra é higroscópica. Seu ponto de fusão é pouco definido porque inicia a decompor-se em pirossulfato de sódio e água antes de alcançar seu ponto de fusão.
Bissulfato de sódio comporta-se, em algum grau, como se fosse um complexo de sulfato de sódio com ácido sulfúrico. Isto é evidente se tanto a forma anidra ou a monohidrata é posta em contato com etanol, o que causa a separação nestes dois componentes.
2 NaHSO4 → Na2SO4 + H2SO4

## Usos
- Limpadores de chaminés.
- Decapagem de prata.
- Para reduzir alcalinidade em piscinas.
- Em rações para animais domésticos .
- Como um preservativo para amostras de solo em laboratórios de análises (SW-846 Method 8260 - EPA)
- Em banhos de viragem em fotografia.